# World Rugby
World Rugby (WR) és l'organisme mundial que defineix i regula les normes del rugbi a 15 i també del rugby a 7. Prèviament, des del 1998, es denominava International Rugby Board (IRB), nom que va canviar per l'actual el 19 de novembre de 2014. Es constituí l'1 gener del 1886 com a International Rugby Football Board (IRFB). Té la seu a Dublín.
Les unions o federacions nacionals s'afilien a través de 6 associacions regionals:
- Asia Rugby
- Confederación Sudamericana de Rugby (CONSUR)
- North America Caribean Rugby Association (NACRA)
- Oceania Rugby
- Rugby Africa
- Rugby Europe

A setembre de 2015, World Rugby tenia 103 membres i 17 membres associats.

## Història
- 1884: Arran d'un desacord entre Escòcia i Anglaterra sobre la legitimitat d'una decisió, es pensà a crear un fòrum neutral per a la resolució de conflictes.
- 1886: L'IRFB (International Rugby Football Board) és creat per les associacions d'Escòcia, Irlanda i Gal·les.
- 1890: Adhesió d'Anglaterra.
- 1930: Tots els partits s'han de sotmetre a la normativa de l'IRFB.
- 1949: Adhesió d'Austràlia, Nova Zelanda i Sud-àfrica.
- 1978: Adhesió de França.
- 1987: Adhesió de l'Argentina, el Canadà, els Estats Units, Fiji, Filipines, Itàlia, Japó, Romania, Tonga i Zimbabwe.
- 1988: Adhesió de 21 de les federacions membres, entre ells Alemanya, Bèlgica, Espanya, Suïssa, Costa d'Ivori, Marroc, Portugal, Samoa i Tunísia.
- 1998: L'International Rugby Football Board (IRFB) es converteix en l'International Rugby Board (IRB).
- 2008: Bernard Lapasset es converteix en president de l'IRB, lloc que segueix ocupant, al WR, el 2015.
- 2012: Els Emirats Àrabs Units esdevenen el membre número 100.
- 2013: Dues unions africanes, les del Camerun, membre de ple dret, i Mauritània, membre associat, són suspeses per inactivitat.[4]
- 2014: S'adopta el nou nom World Rugby (WR) amb el seu logo.[2]